# Le Guerrier pacifique (film)
Le Guerrier pacifique, également connu sous son titre original Peaceful Warrior est un film germano-américain réalisé par Victor Salva et sorti en 2006.
Il s'agit de l'adaptation de roman autobiographique éponyme, tiré de la vie de Dan Millman.
Dan est un jeune étudiant, gymnaste accompli il s’entraîne pour son unique but dans la vie : la médaille d'or des JO.
En proie à des cauchemars, il se rend dans une station service où il rencontre un homme intrigant : « Socrate » (Soc) qui l'amène sur la voie de la sagesse.

## Synopsis
Dan est un étudiant à l'université ainsi qu'un gymnaste localement célèbre qui rêve de gagner un championnat national. Le succès sourit à Dan Millman, il est un athlète talentueux, riche et courtisé par la gent féminine. Dans une station-service, il rencontre un vieil homme mystérieux qui semble le connaitre plus que Dan lui-même et dit avoir le pouvoir de le rendre plus fort physiquement. Il sera surnommé « Socrate ». 
Par la suite, Socrate lui fera passer un certain nombre de tâches et leçons afin d'apprendre à vivre à la manière d'un guerrier pacifique, au moment présent. Un jour, Dan a un accident de moto où il va se briser le fémur droit. Malgré des dommages importants, il finira par reprendre sa pratique de gymnaste en compétition.

## Fiche Technique
- Titre : Le Guerrier pacifique
- Titre original : Peaceful Warrior
- Réalisation : Victor Salva
- Pays d'origine :  États-Unis et  Allemagne
- Musique : Bennett Salvay
- Durée: 1h56
- Dates de sortie :
  -  États-Unis : 2 juin 2006 (sortie limitée), 30 mars 2007 (re-sortie)
  -  France : 9 novembre 2011 (sortie DVD)

## Distribution
- Nick Nolte : Socrates
- Scott Mechlowicz : Dan Millman
- Amy Smart : Joy
- Tim DeKay : le coach Garrick
- Paul Wesley : Trevor
- Ashton Holmes : Billy Sands
- Agnes Bruckner : Susie
- B. J. Britt : Kyle
- Ray Wise : Dr Hayden
- Beatrice Rosen : Dory
- Bart Conner : lui-même